# Liste des orchidées de Bretagne
La liste ci-dessous recense les orchidées observées en Bretagne et publiées dans un numéro de la revue de l'association Bretagne vivante en 2002.
Le territoire considéré correspond aux départements de la Bretagne historique, soit les Côtes-d'Armor, le Finistère, l’Ille-et-Vilaine, la Loire-Atlantique et le Morbihan.

## Espèces rencontrées en Bretagne
- Aceras
  - Aceras anthropophorum (L.) Aiton fil. Homme pendu, sur 3 stations littorales

- Anacamptis
  - Anacamptis pyramidalis (L.) L. C. M. Richard Orchis pyramidal, milieux littoraux ou pelouses de l'Est de la Bretagne
  - Anacamptis laxiflora (Lam.) R.M. Bateman, Pridgeon & M.W. Chase (1997), Orchis à fleurs lâches, prairies humides.

- Barlia
  - Barlia robertiana (Loisel.) W. Greuter Orchis géant, un seul secteur d'observation en région de Saint-Brieuc

- Cephalanthera
  - Cephalanthera longifolia (L.) Fritsch Céphalanthère à longues feuilles, espèce peut être disparue de Bretagne

- Coeloglossum
  - Coeloglossum viride (L.) Hartman Orchis Grenouille, seulement présente à l'Est de la Bretagne

- Dactylorhiza
  -     - Dactylorhiza incarnata subsp. incarnata (L.) Soó Orchis incarnat
    - Dactylorhiza maculata subsp. maculata (L.) Soó Orchis tacheté, c'est l'orchidée la plus commune de Bretagne
    - Dactylorhiza fuchsii subsp. fuchsii (Druce) Soó Orchis de Fuchs, dans les milieux boisés

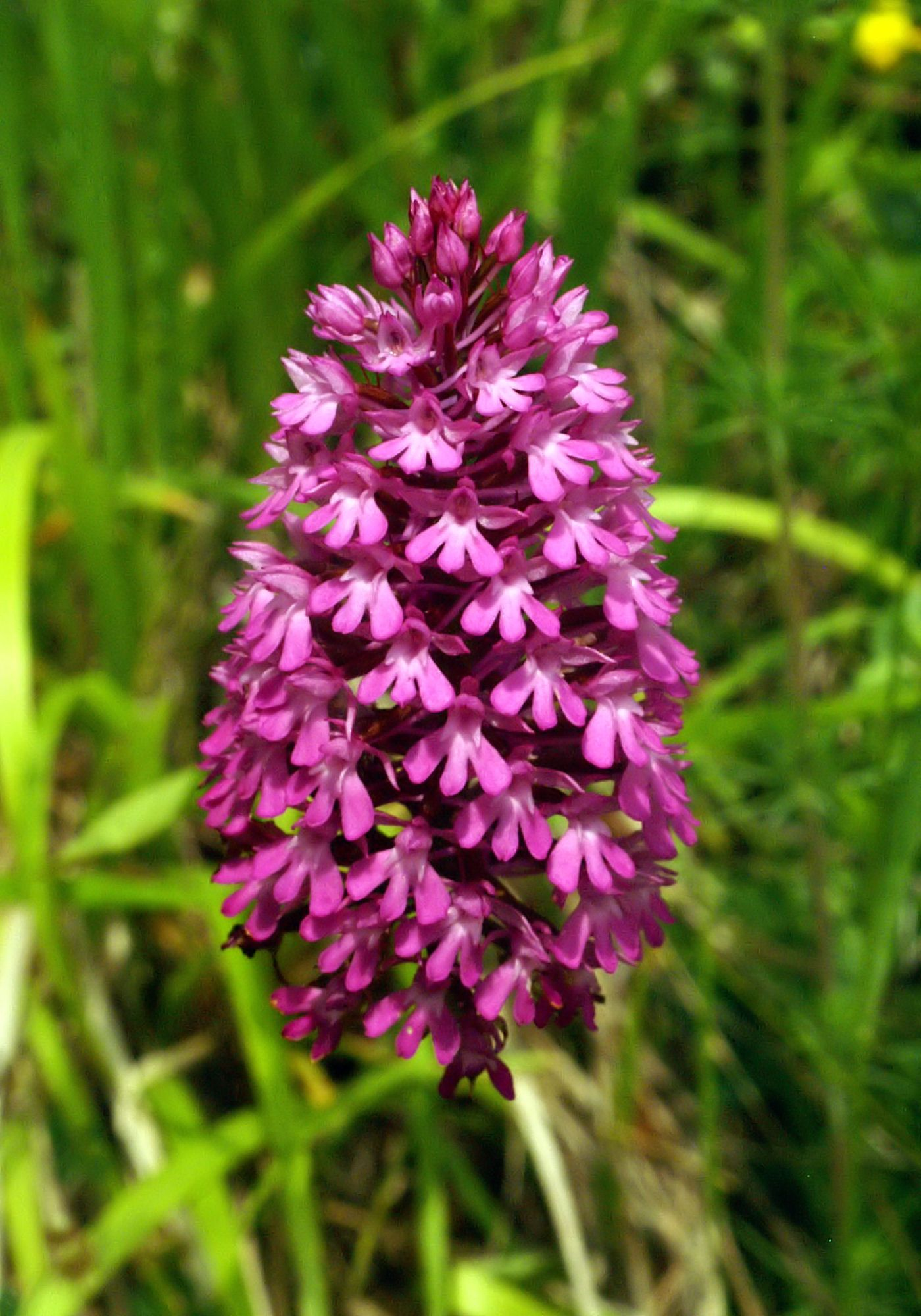
Orchis pyramidal
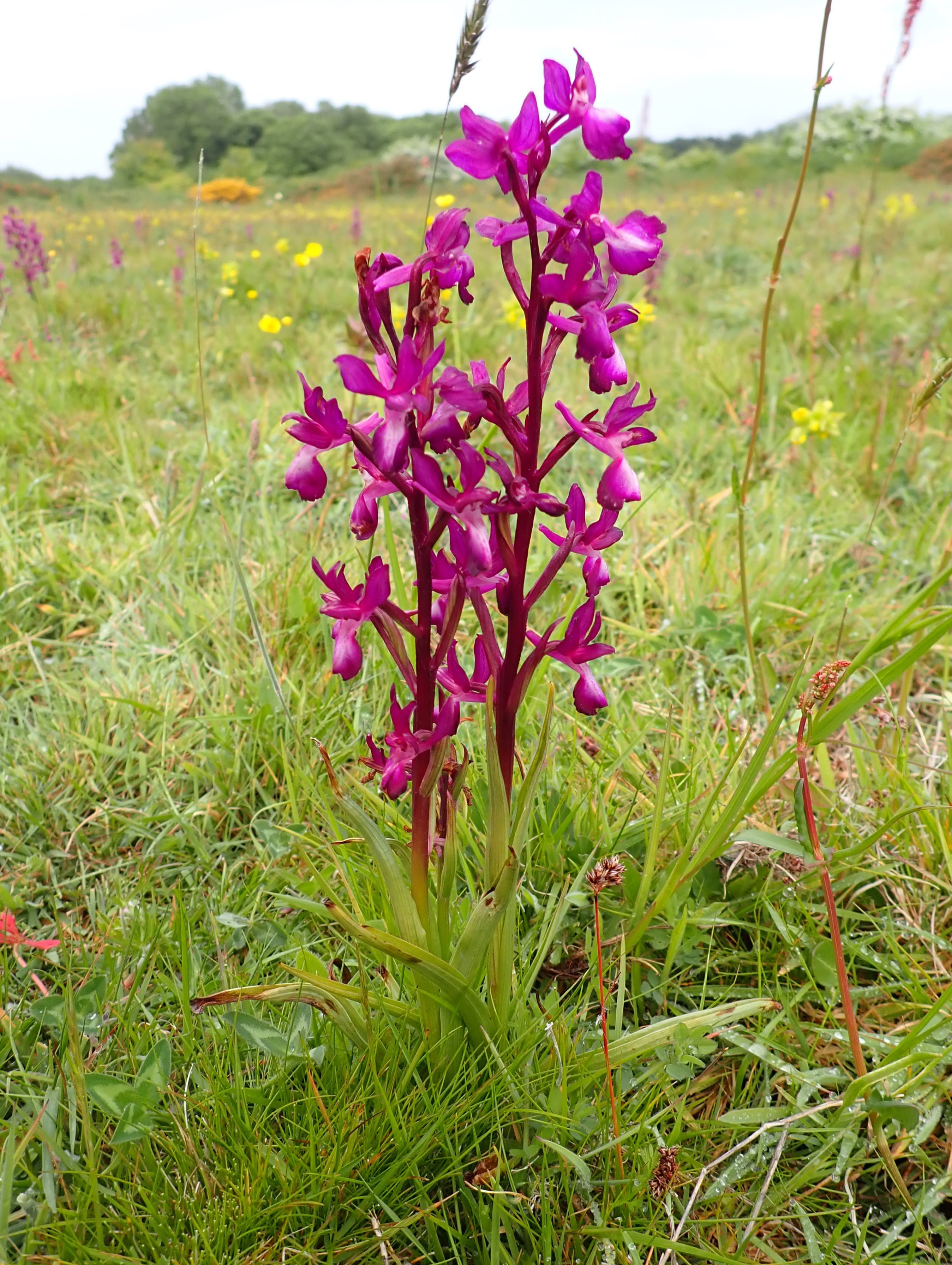
Orchis à fleurs lâches
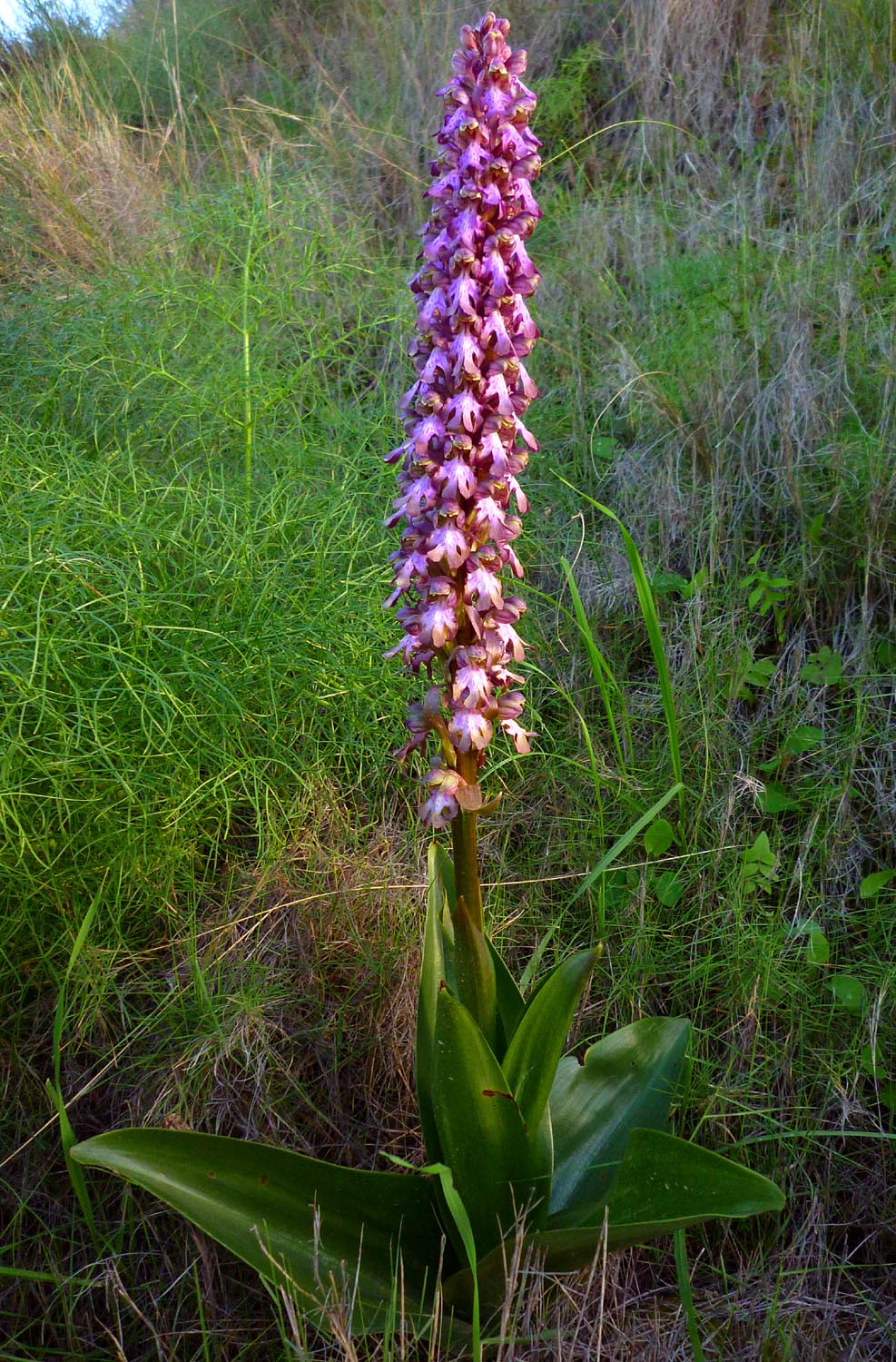
Orchis géant
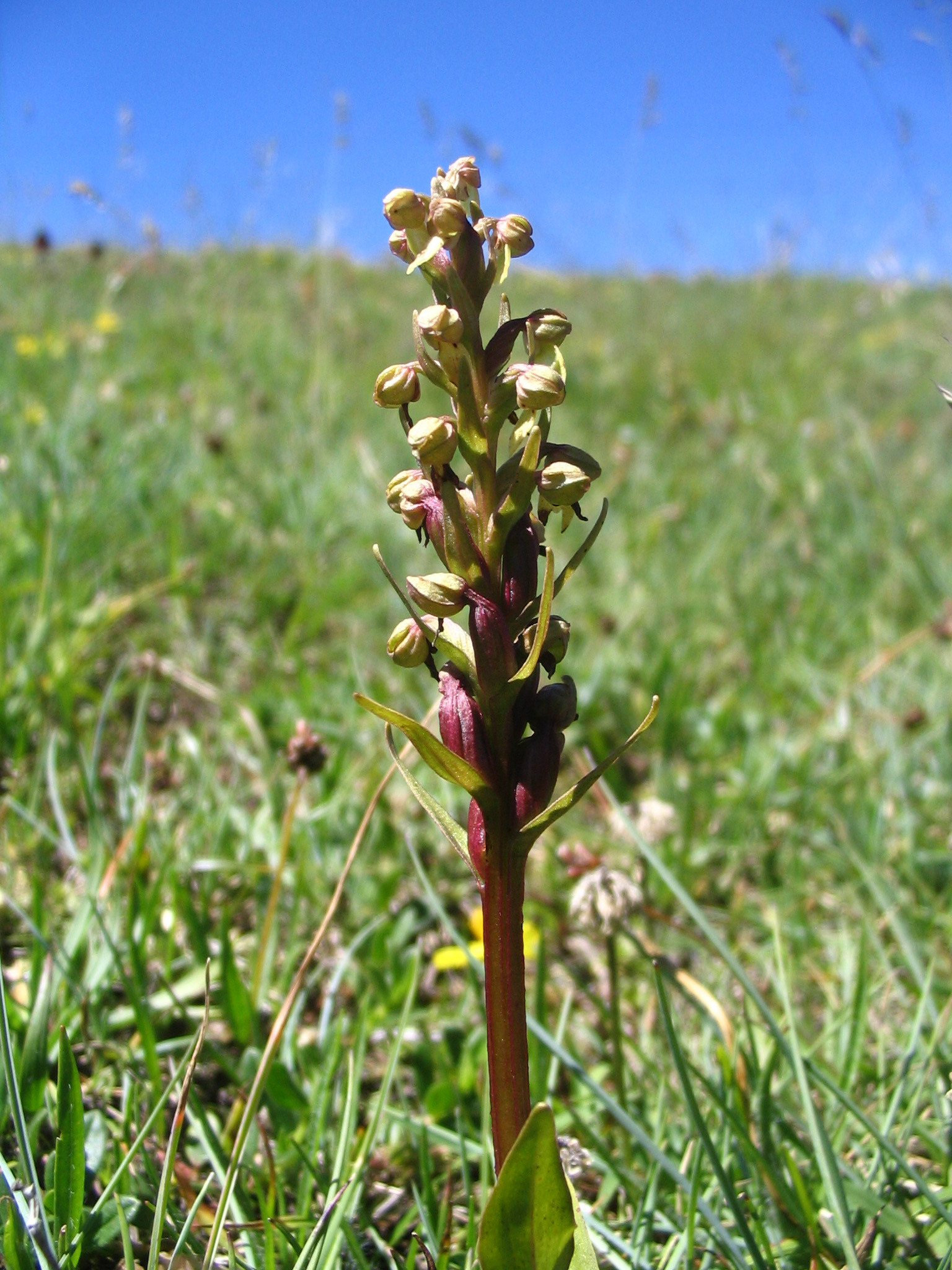
Orchis grenouille
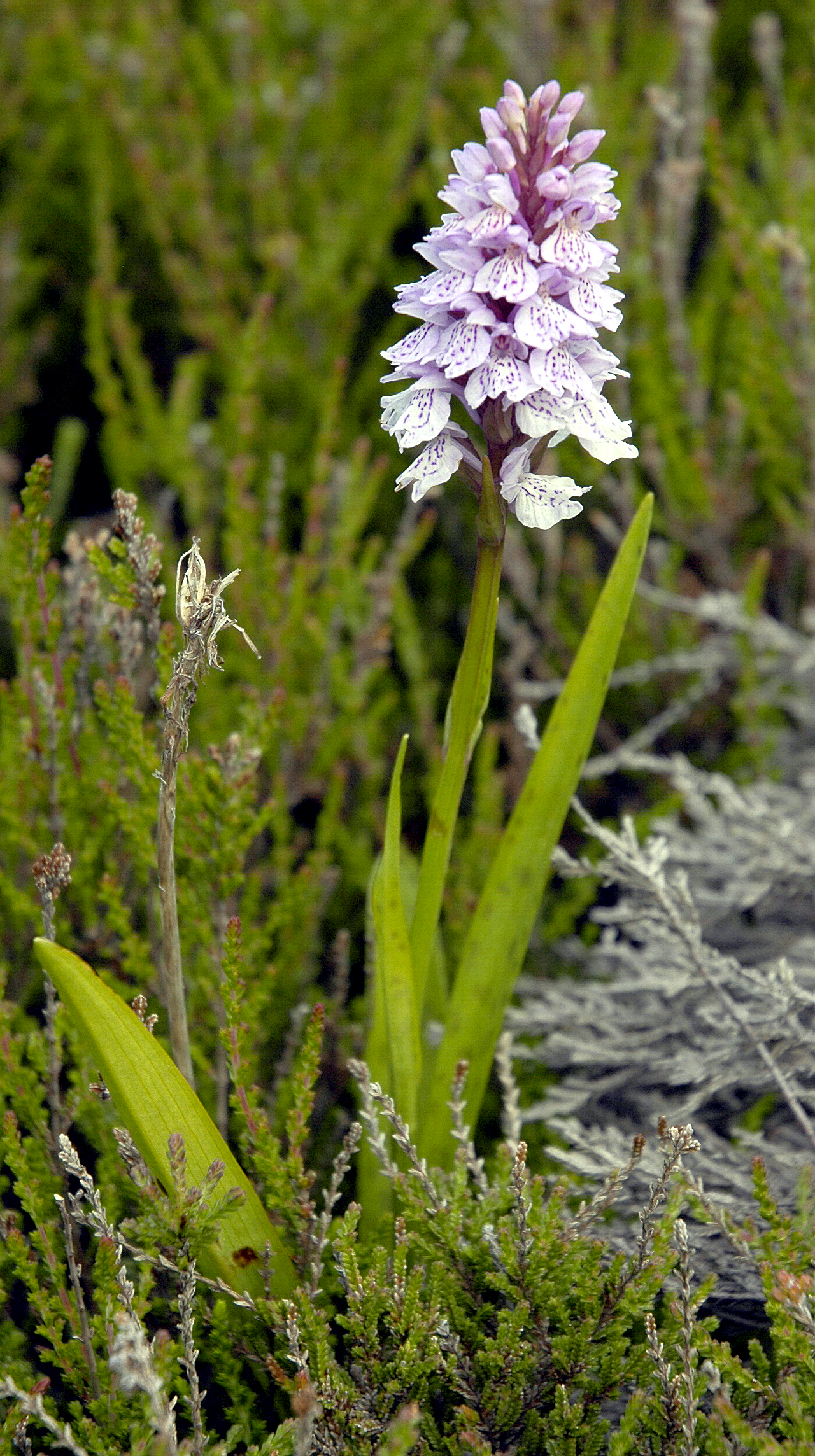
Orchis tacheté
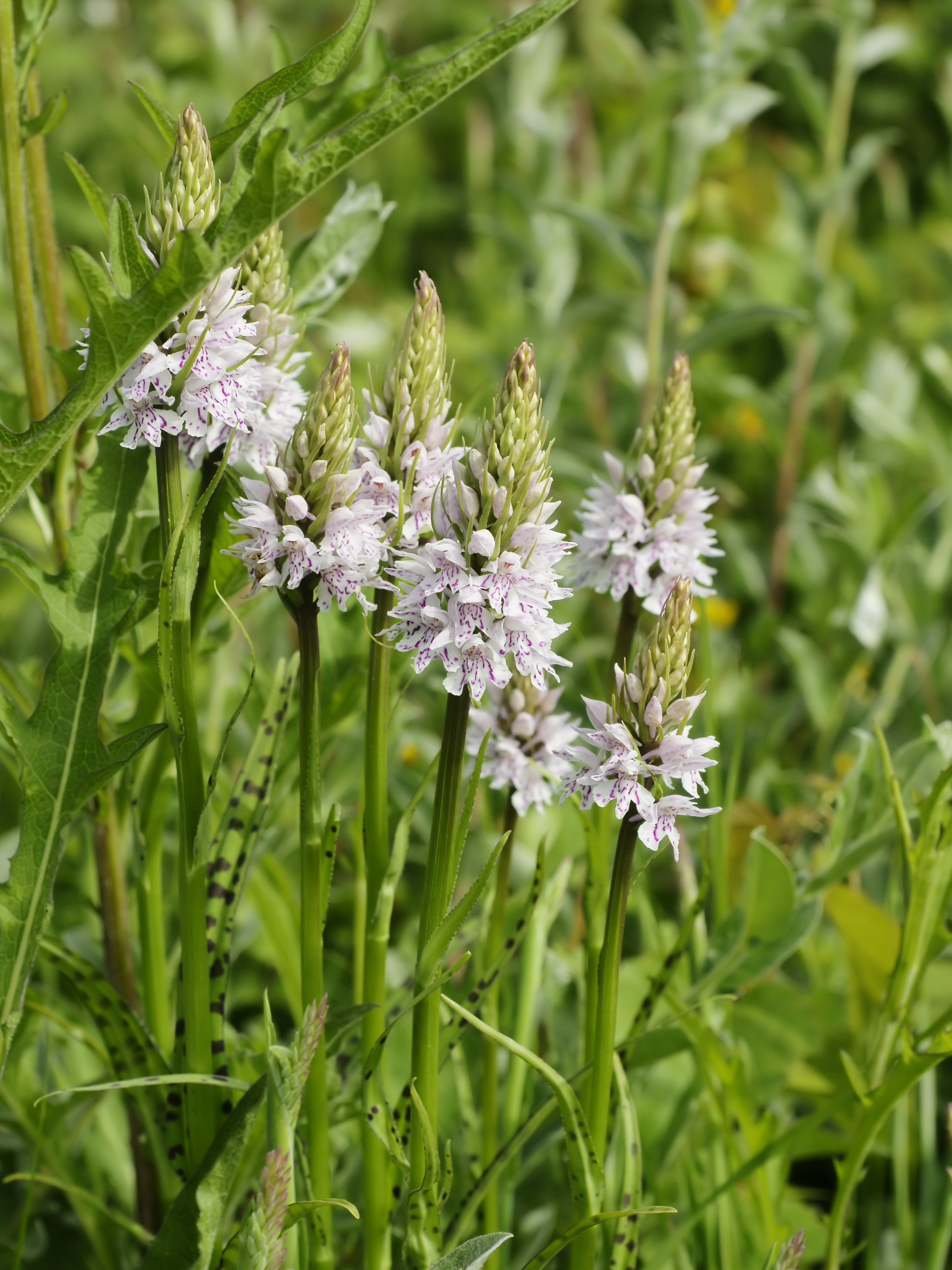
Orchis de Fuchs

- Epipactis
  - Epipactis helleborine subsp. helleborine (L.) Crantz Épipactis à larges feuilles, toutes les stations sur l'Est de la Bretagne. C'est la seule orchidée en expansion en Bretagne.
  - Epipactis palustris (L.) Crantz Épipactis des marais, Helleborine des marais, dans les dépressions dunaires humides

- Goodyera
  - Goodyera repens (L.) R. Br. Goodyère rampante, espèce nordique découverte pour la première fois en Bretagne en 1937 dans la région d'Erquy
- Gymnadenia
  - Gymnadenia conopsea (L.) R. Br., Orchis moucheron
- Hammarbya
  - Hammarbya paludosa (L.) Kuntze Malaxis des marais,

- Himantoglossum
  - Himantoglossum hircinum (L.) Sprengel Orchis bouc, plante thermophile surtout présente à l'Est de la Bretagne

- Liparis
  - Liparis loeselii (L.) L.C.M. Richard, Liparis de Loesel, stations rares et isolées

- Neotinea
  - Neotinea maculata (Desf.) Stern Orchis intact, espèce découverte en 2001 sur une dune d'Iroise

- Neottia
  - Neottia nidus-avis (L.) Rich., Néottie nid d'oiseau, orchidée rare en Bretagne
  - Neottia ovata (L.) Hartm. Listère à feuilles ovales, orchidée répandue et commune en Bretagne

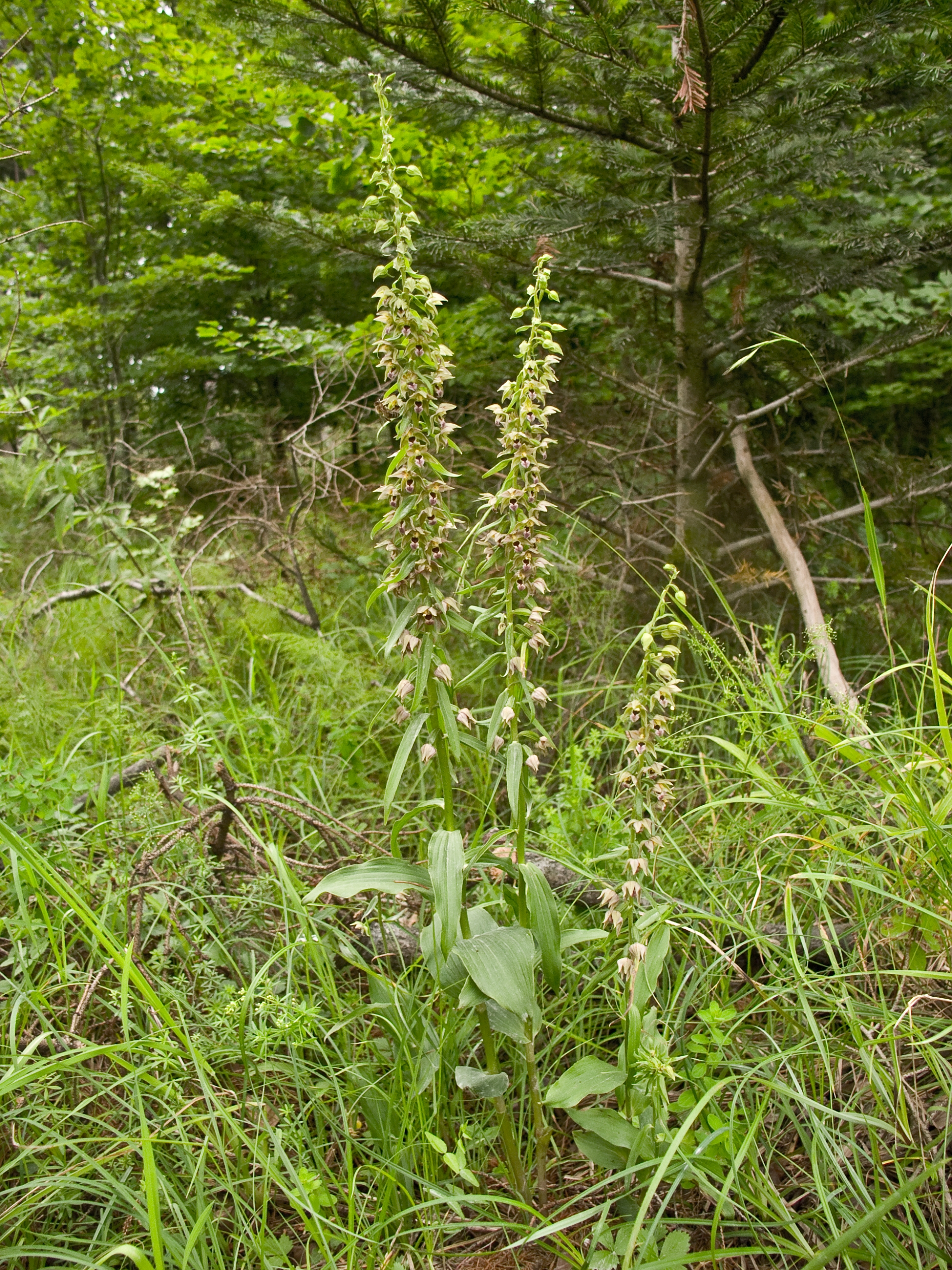
Épipactis à larges feuilles
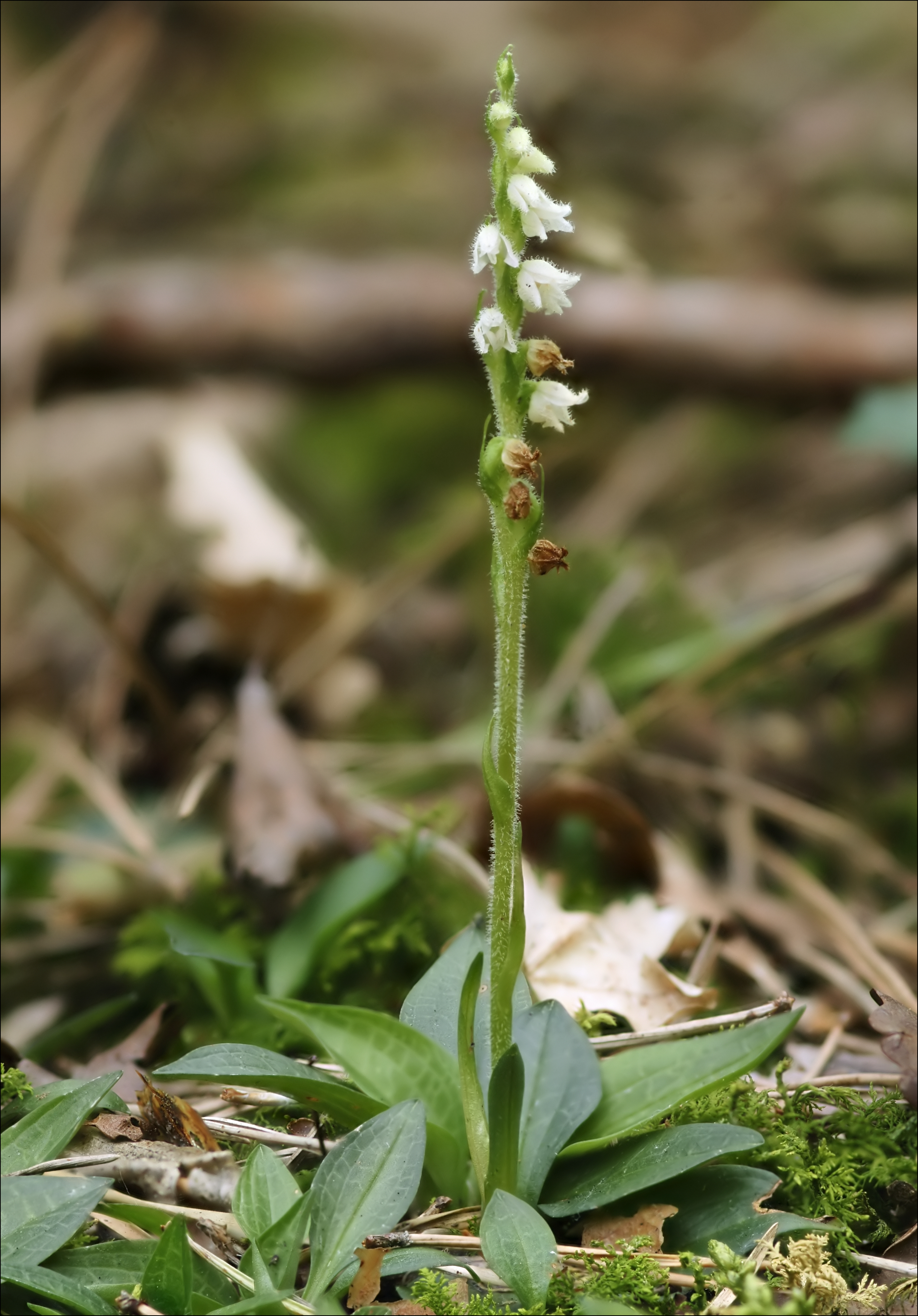
Goodyère rampante
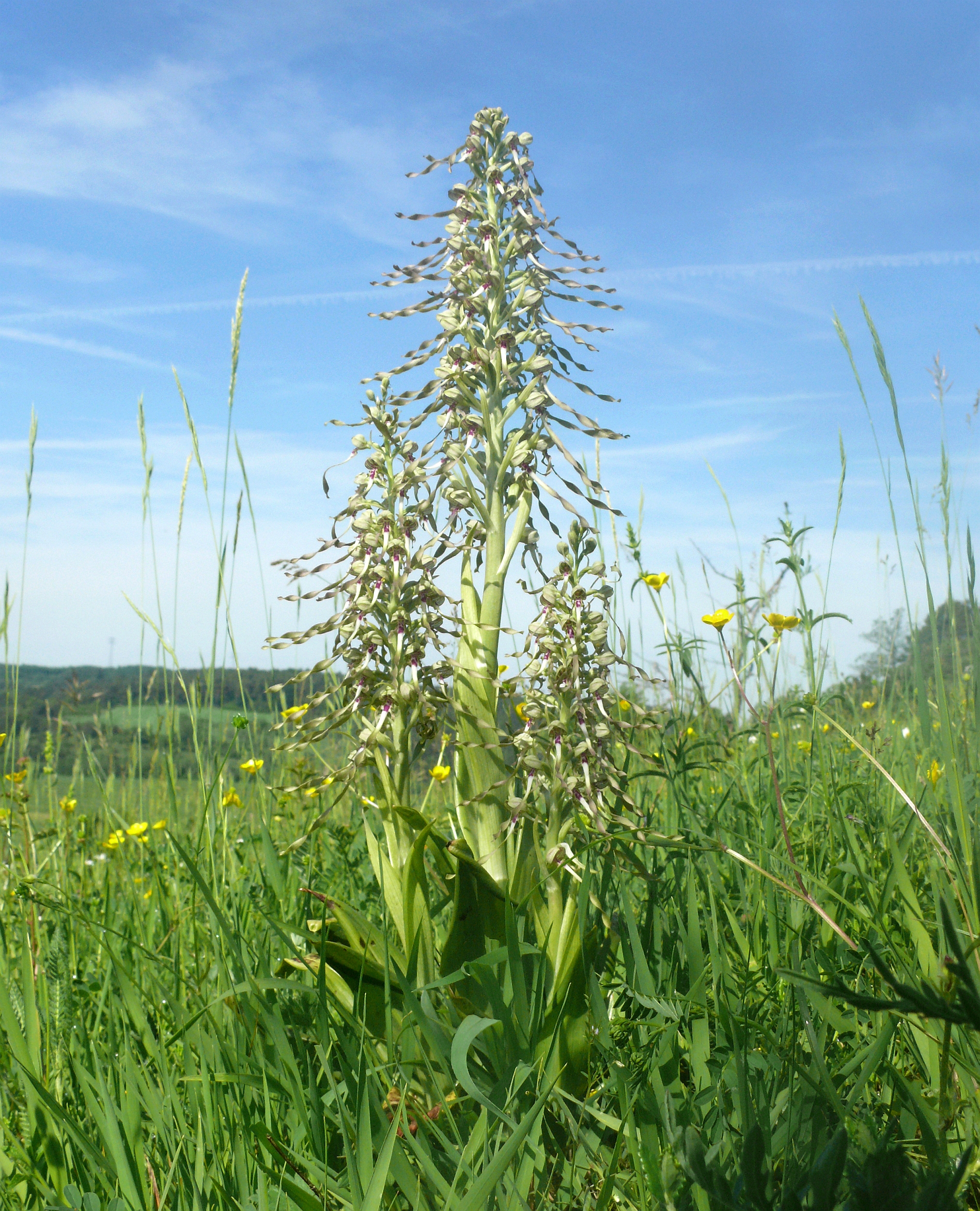
Orchis bouc
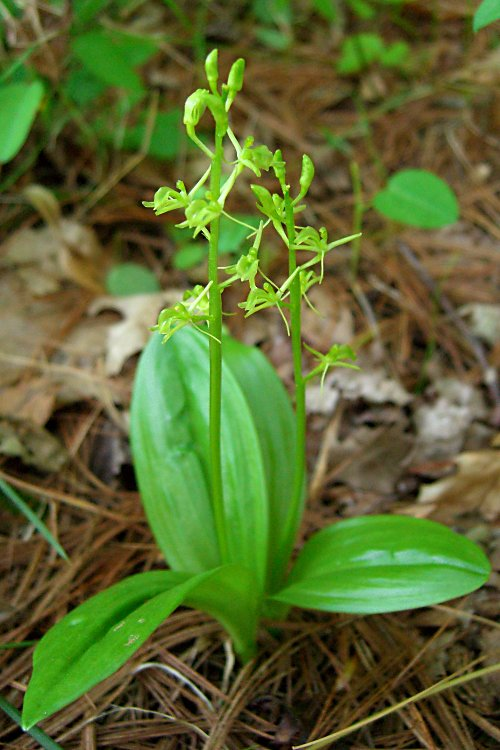
Liparis de Loesel

- Ophrys
  - Ophrys apifera Hudson Ophrys abeille, espèce des milieux dunaires et des abords des anciens fours à chaux
  - section des fusca-lutea
    - agrégat fusca
      - Ophrys fusca Ophrys brun, orchidée littorale isolée des autres stations françaises

    - agrégat lutea
      - Ophrys lutea Cavanilles Ophrys jaune, pas revu depuis 1994

  - section des fuciflora-scolopax
    - agrégat scopolax
      - Ophrys scopolax Cavanilles Ophrys bécasse, pas revu depuis 1996

  - section des sphegodes-arachnitiformis
    - Ophrys sphegodes Miller Ophrys araignée, espèce littorale
    - Ophrys passionis Sennen ex J. & P. Devillers-Terschuren, Ophrys de la Passion, espèce méridionale présente sur le côte Sud de la Bretagne

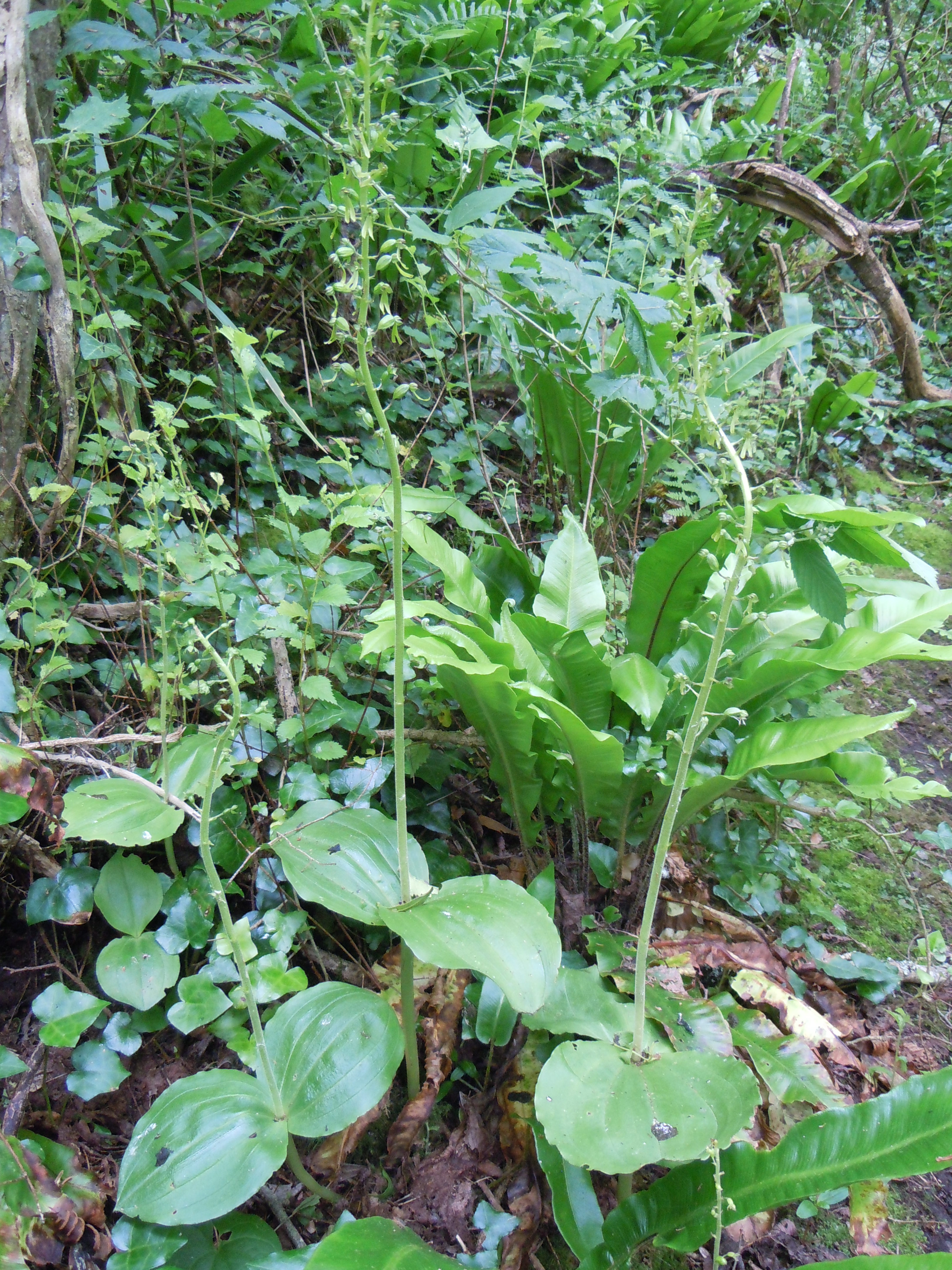
Listère à feuilles ovales
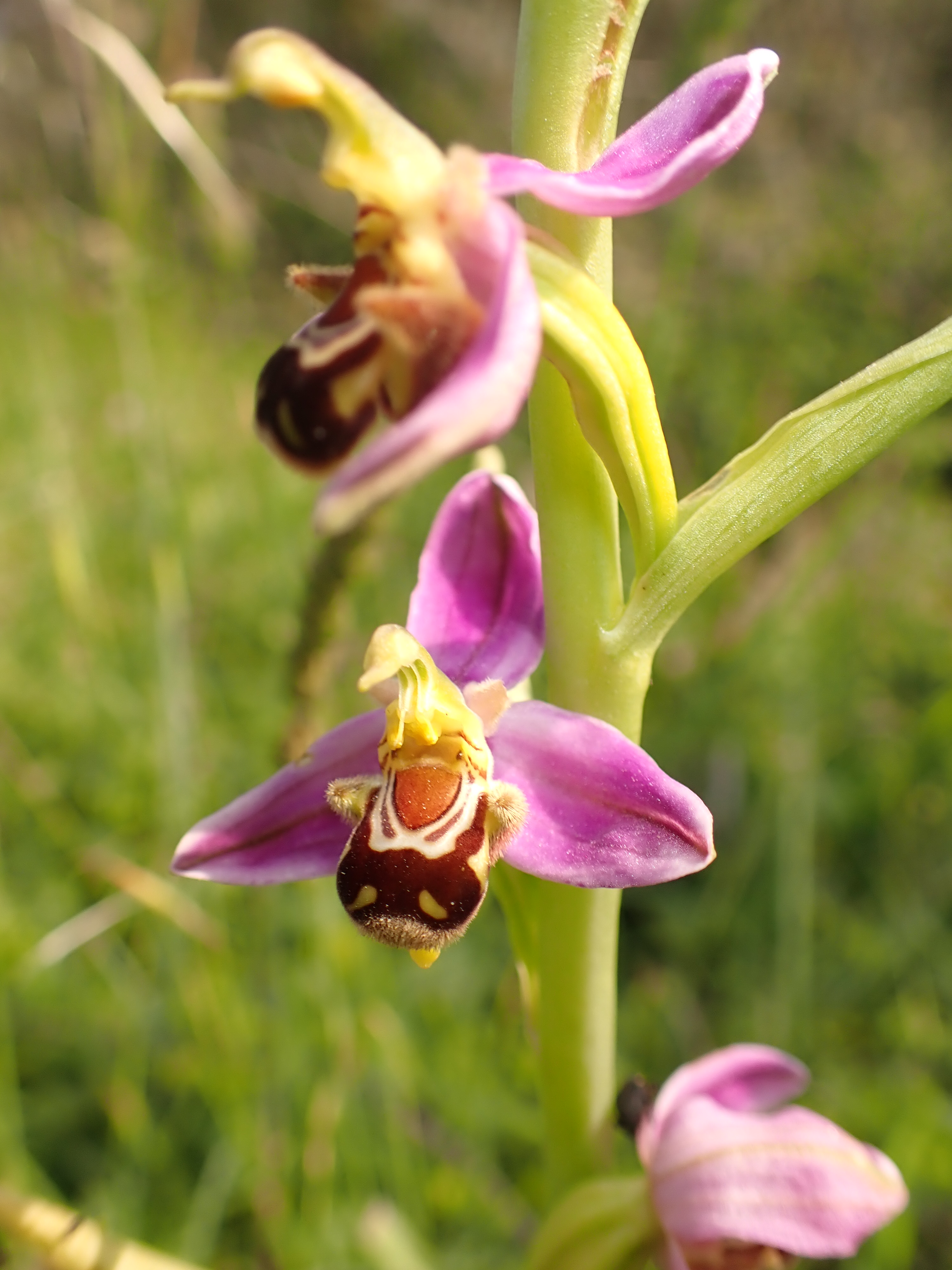
Ophrys abeille
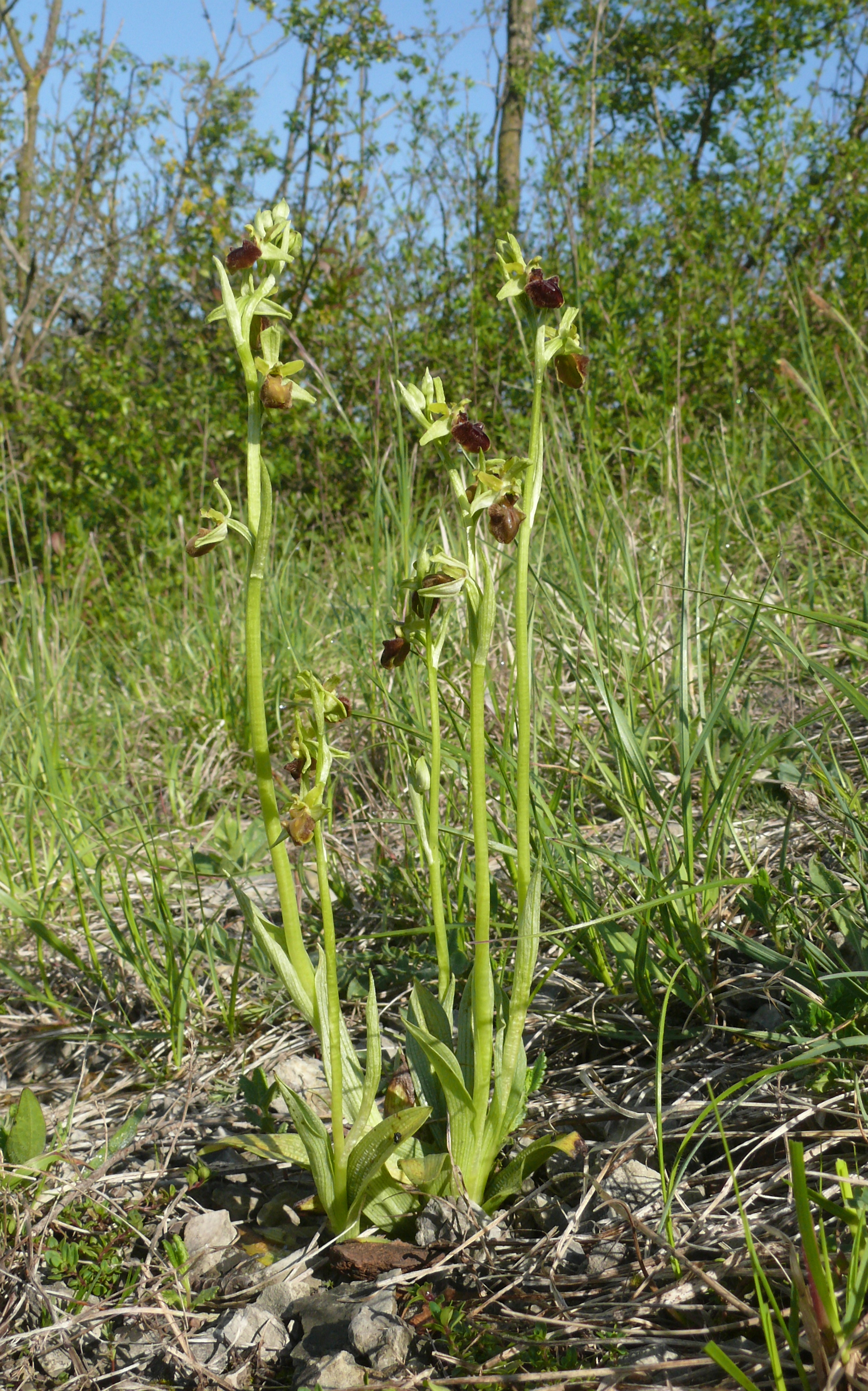
Ophrys araignée
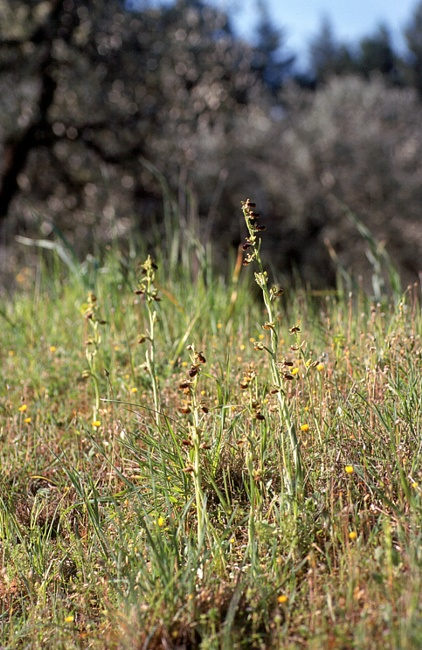
Ophrys de la Passion

- Orchis Certains orchis sont depuis 1997 dans les genres Anacamptis et Neotinea
  - agrégat Orchis morio, classé depuis 1997 dans le genre Anacamptis
    - Orchis morio subsp. morio L. ou Anacamptis morio subsp. morio (Chase 1997), Orchis bouffon, commune

  - agrégat Orchis laxiflora, classé depuis 1997 dans le genre Anacamptis, commune
    - Orchis palustris (Jacquin)  devenu Anacamptis palustris (Chase 1997), Orchis des marais, stations en Pays Bigouden et en Brière

  - agrégat Orchis mascula
    - Orchis mascula subsp. mascula (L.) L.  Orchis mâle commune
    - Orchis coriophora subsp. coriophora L. ou Anacamptis coriophora subsp. coriophora, Orchis punaise, Orchis fétide, plante protégée
    - Orchis coriophora subsp. fragrans (Pollini) Richter ou Anacamptis coriophora subsp. fragrans (Chase 1997), Orchis odorant, présence en Bretagne contestée (confusion possible avec l'espèce ci-dessus)

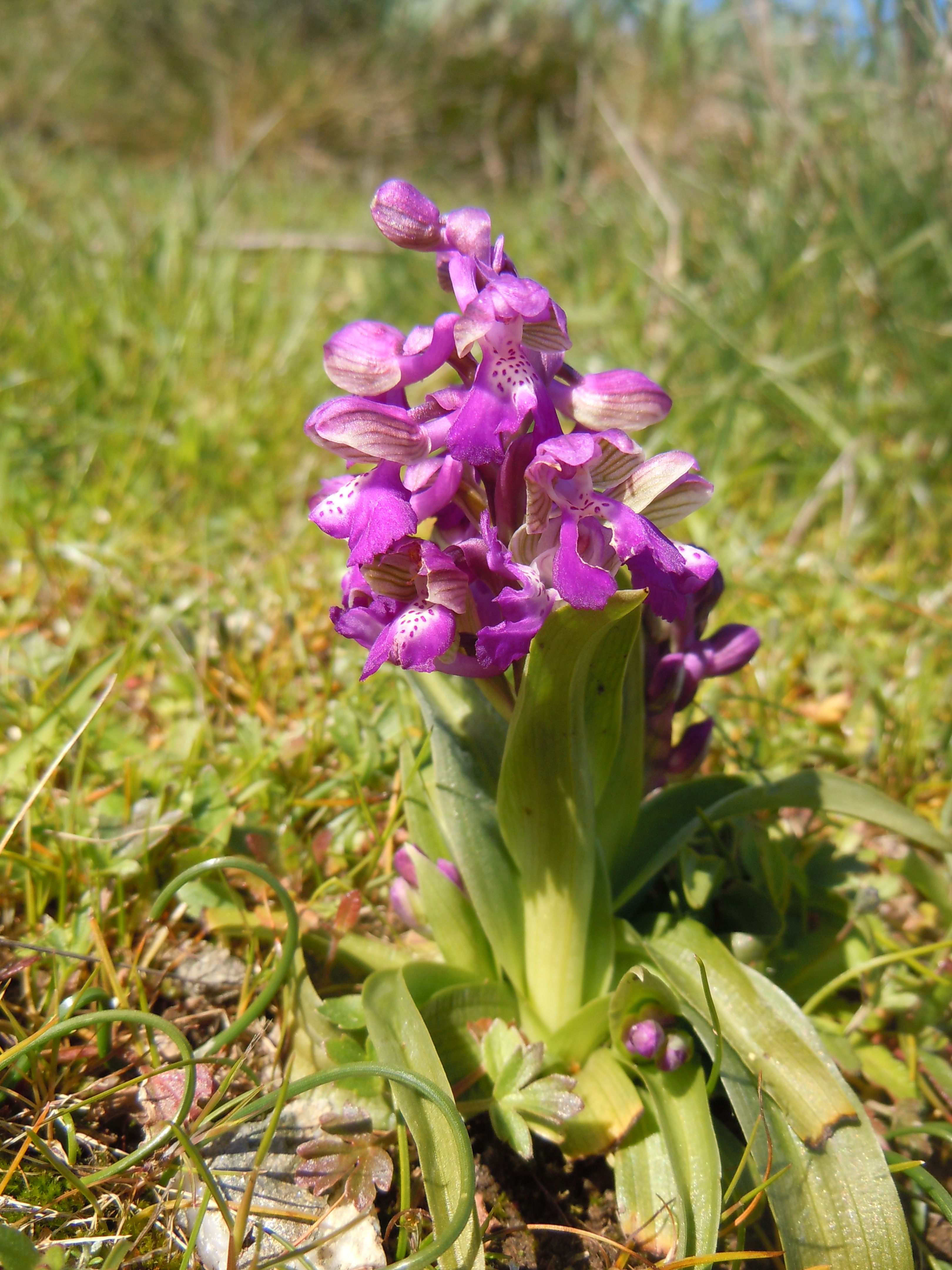
Orchis bouffon
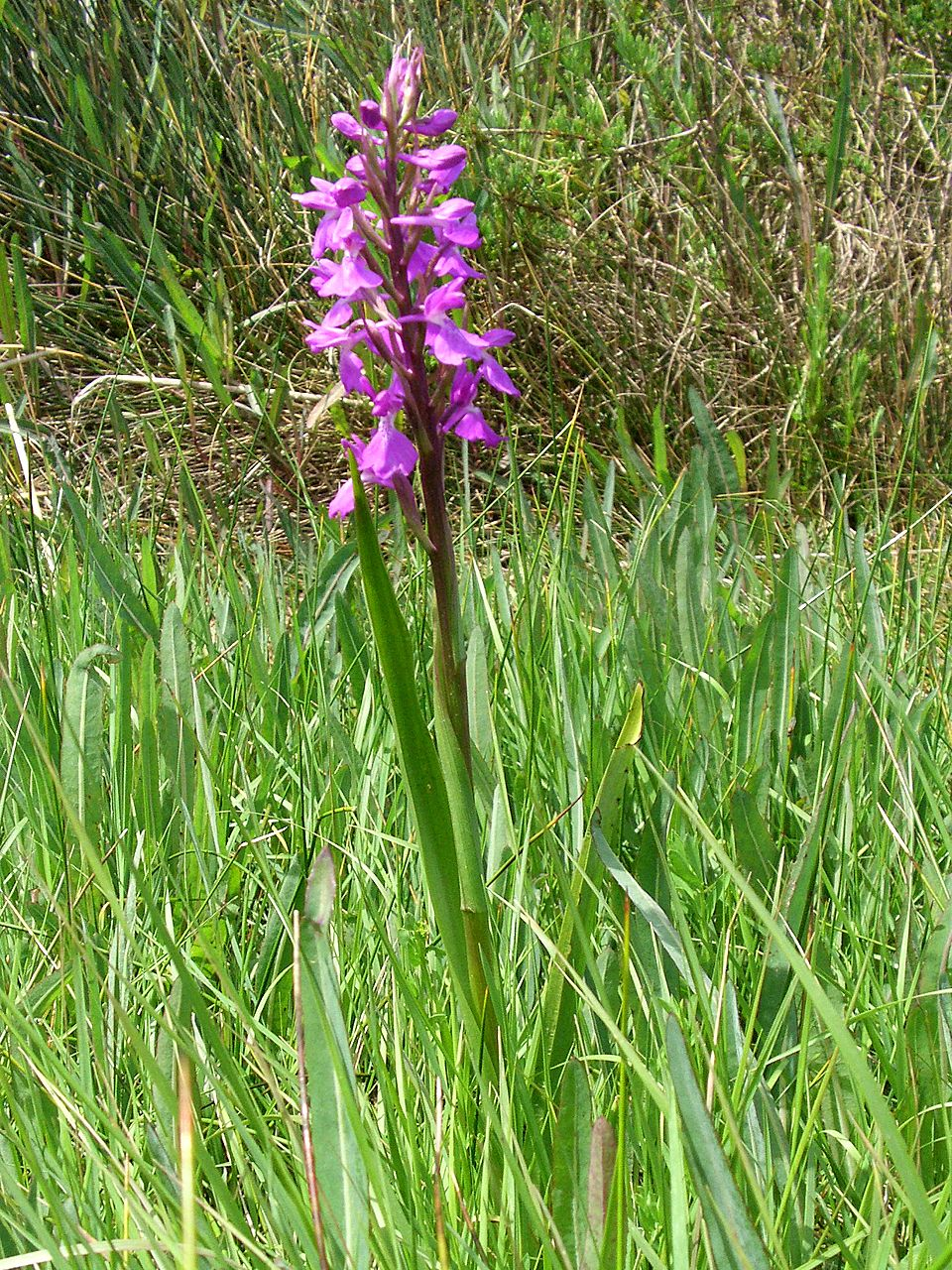
Orchis des marais
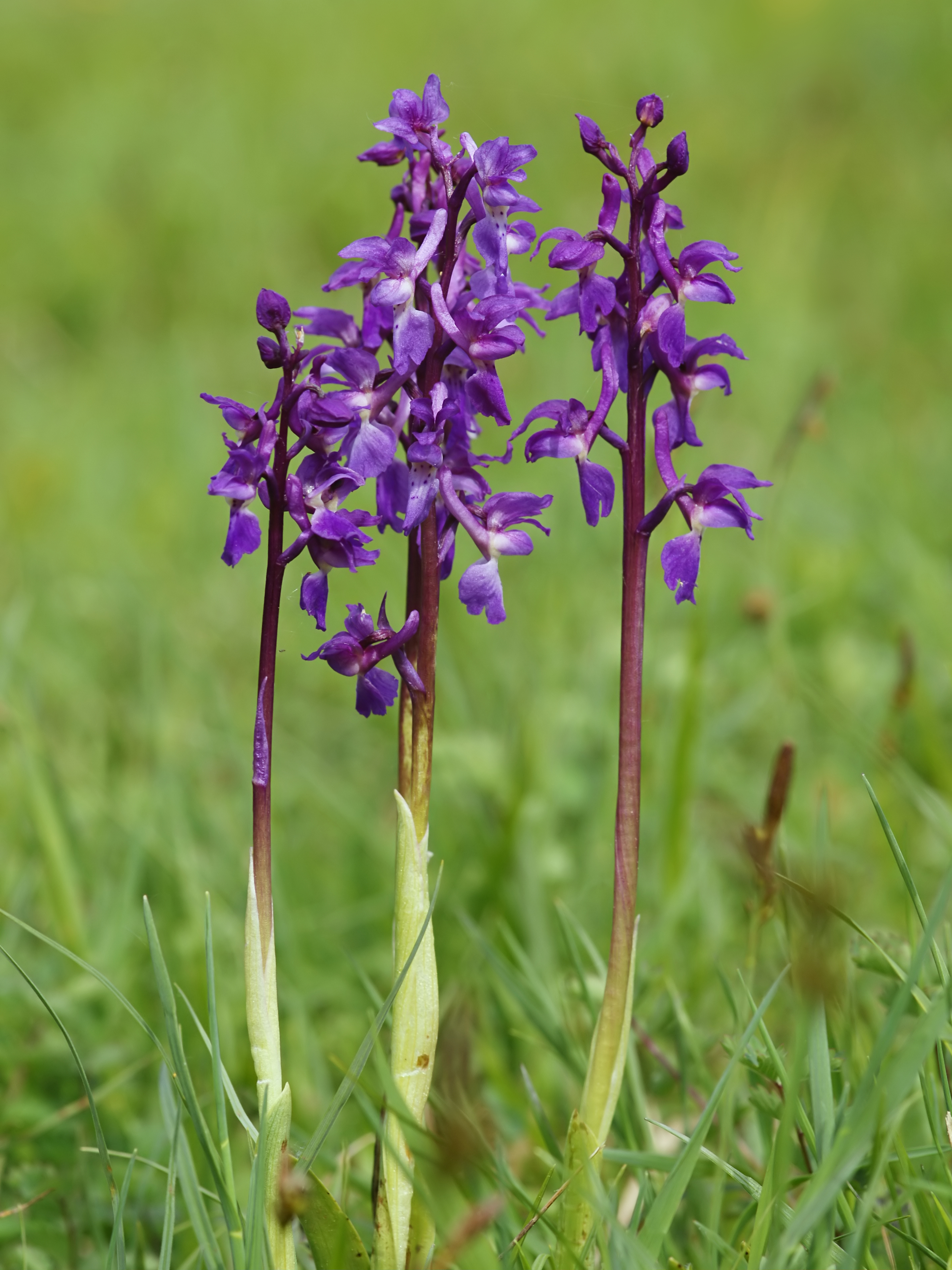
Orchis mâle
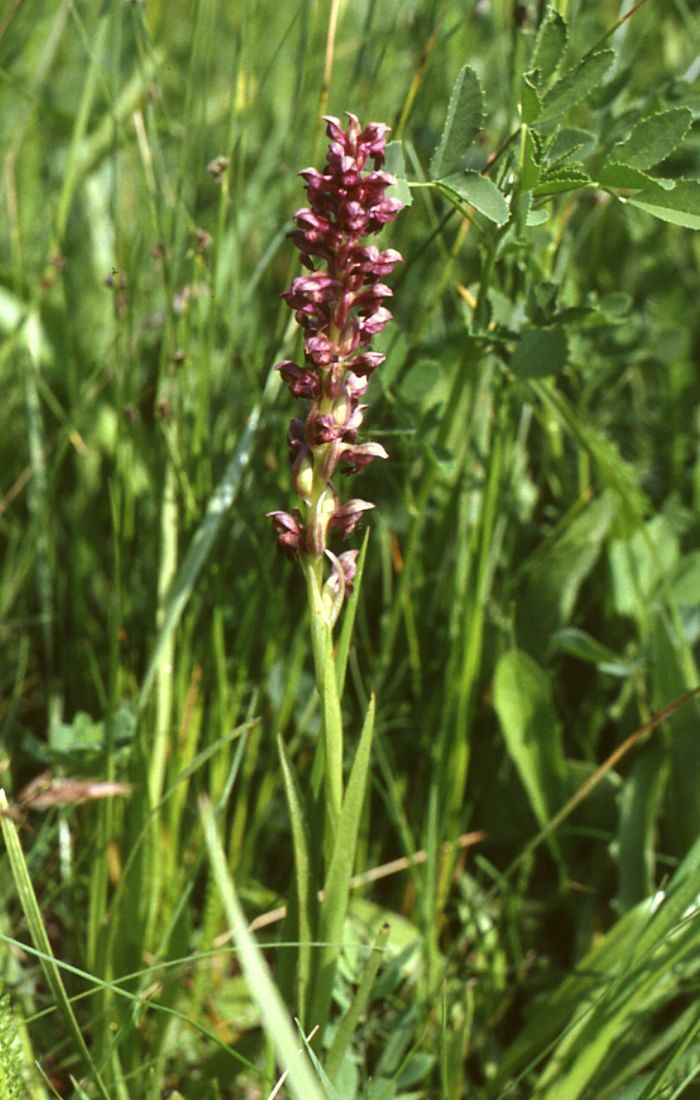
Orchis punaise

- Platanthera
  - Platanthera bifolia (L.) L. C. M. Richard Platanthère à deux feuilles, présente sur toute la région
  - Platanthera chlorantha Custer Reichenb. Platanthère verdâtre,

- Serapias
  - Serapias lingua L. Sérapias langue sur la Presqu'île de Crozon et en Côtes-d'Armor
  - Serapias parviflora Parlatore Sérapias à petites fleurs, espèce protégée

- Spiranthes
  - Spiranthes aestivalis (Poiret) L. C. M. Richard Spiranthe d'été
  - Spiranthes spiralis (L.) Chevali. Spiranthe d'automne, présente sur tout le littoral

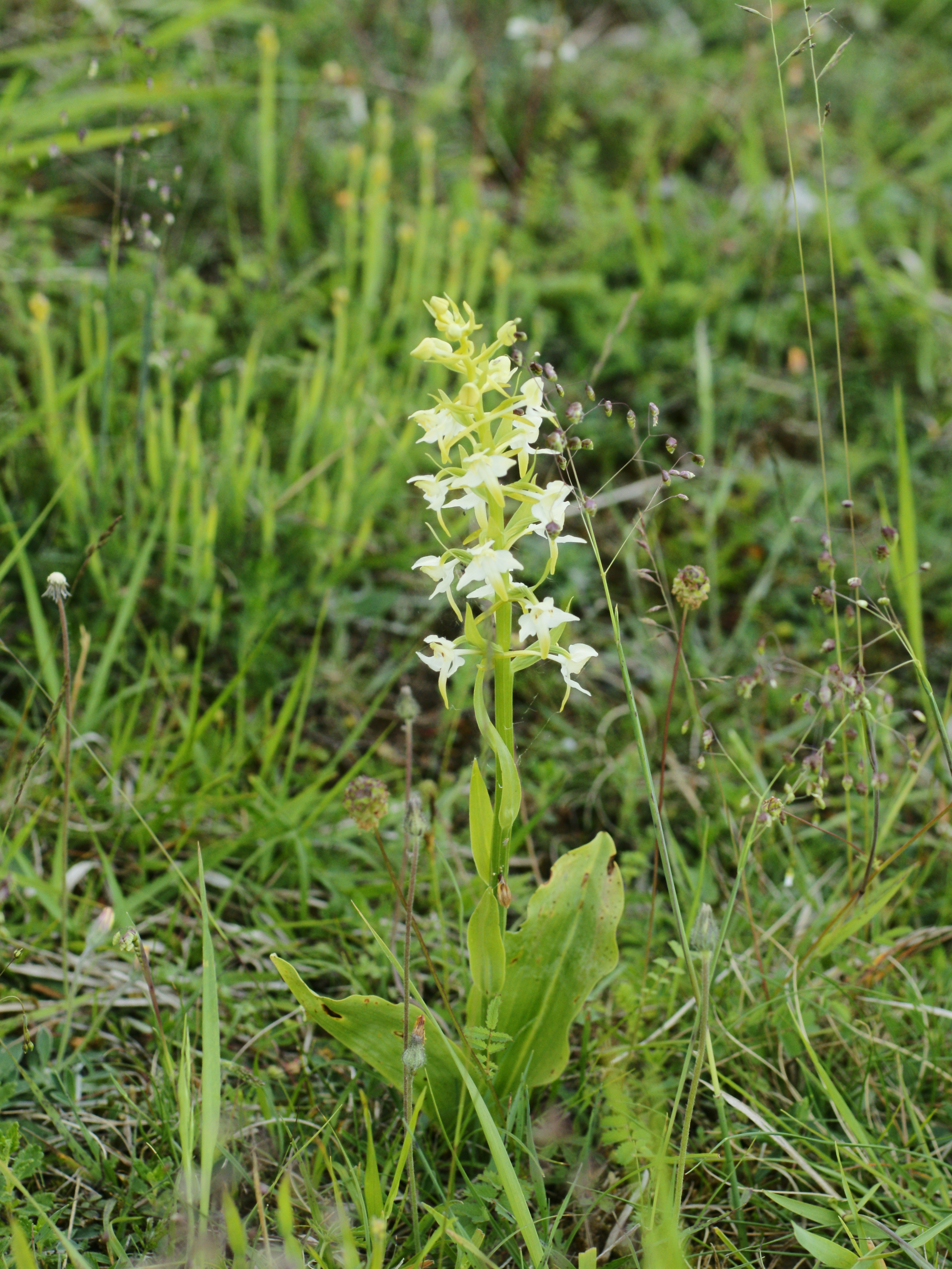
Platanthère à deux feuilles
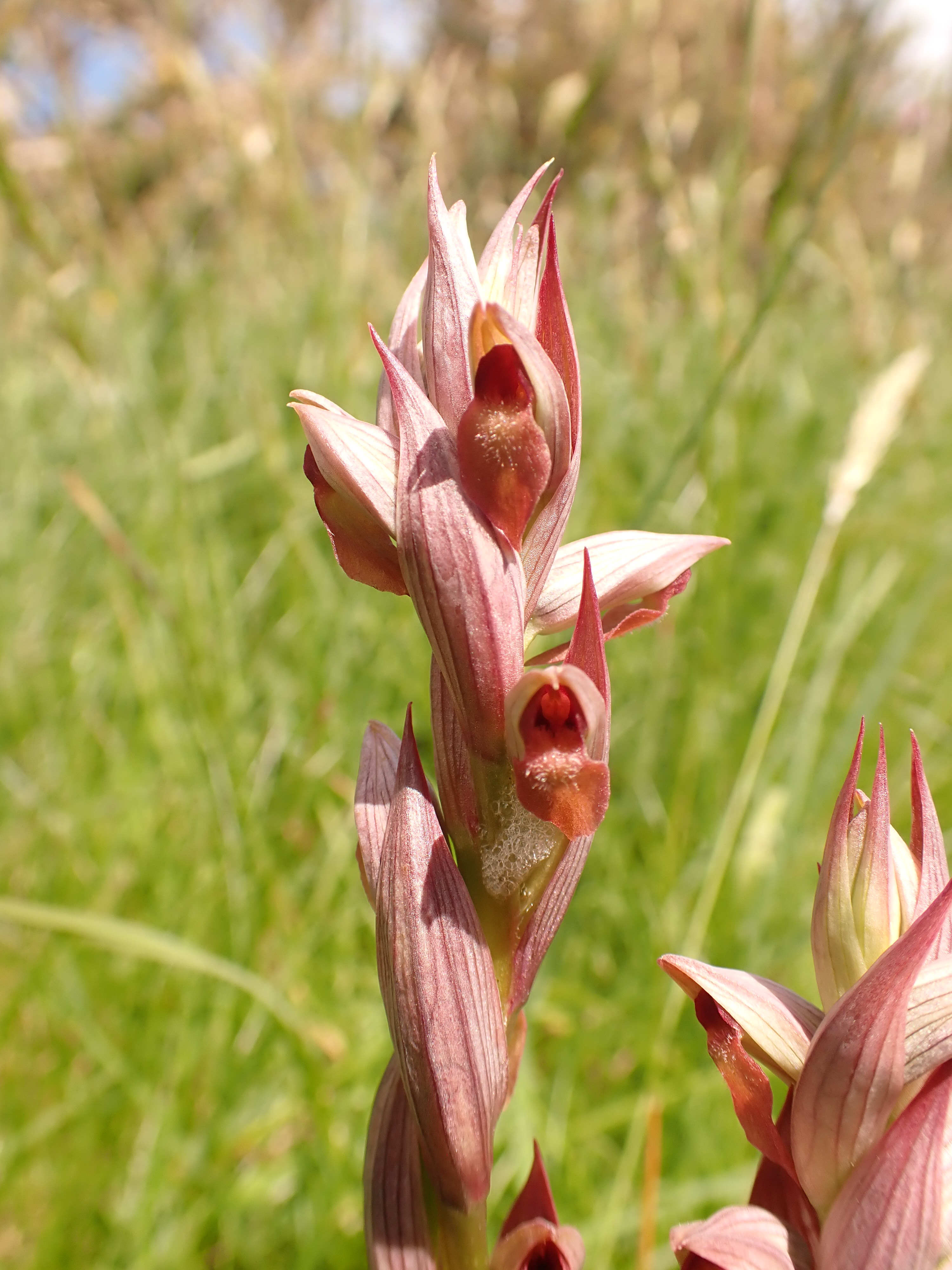
Sérapias à petites fleurs
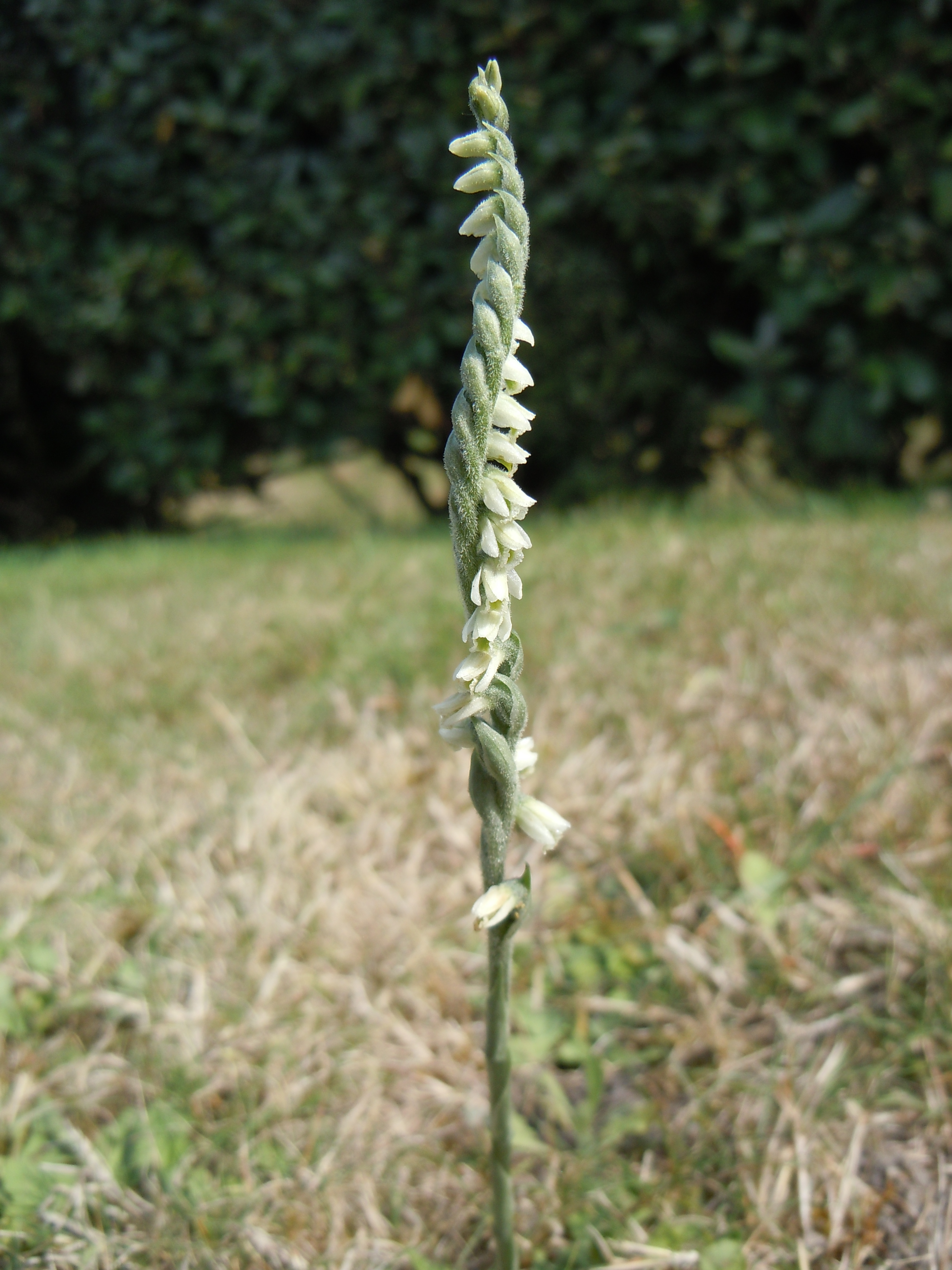
Spiranthe d'automne